# Altiusambilla modicicrus
Altiusambilla modicicrus is een rechtvleugelig insect uit de familie Lentulidae. De wetenschappelijke naam van deze soort is voor het eerst geldig gepubliceerd in 1896 door Karsch.
1. ↑  (en) Altiusambilla modicicrus op de IUCN Red List of Threatened Species.